# 長谷川伝次郎
長谷川 伝次郎（はせがわ でんじろう、1894年3月3日 - 1976年1月15日）は、日本の写真家。日本人として初めてヒマラヤを撮影した。名は傳次郎とも書く。

## 経歴
1894年、東京府日本橋小伝馬町に家具工芸店の子として生まれる。東京高等師範学校附属小学校（現・筑波大学附属小学校）を経て、1911年に東京高等師範学校附属中学校（現・筑波大学附属中学校・高等学校）を卒業した。
1923年の関東大震災で罹災。兄弟3人で北海道の釧路原野の鶴居村にて牧場経営を始める。
1925年、美術研究のためインドのビシュババラティ大学芸術科に留学する。1927年にチベットのカイラスを巡礼。1928年にはカシミールを旅行した。1932年、写真集『ヒマラヤの旅』を刊行。
1976年、鎌倉の自宅で逝去。享年81。墓所は多磨霊園。

## 著書
- 『ヒマラヤの旅』中央公論社　1932
- 『クリスチヤニア スキー写真と技術』大熊勝朗共著　目黒書店　1937
- 『印度』目黒書店　1939
- 『仏蹟 印度、緬甸、泰国、仏印 故伊藤次郎左衛門氏仏蹟巡拝の記録』編　目黒書店　1941
- 『滿洲紀行 寫眞と隨想』目黒書店　1941
- 『法隆寺の彫刻』久野健文 中央公論美術出版　1958
- 『コナラクの彫刻』圭文館　1964
- 『ヒマラヤの旅』国書刊行会　1975　（復刊）
- 『満洲幻想 伝説の写真家長谷川伝次郎』東京経済　1988 『満洲紀行』の改題複製
- 『蘇る大和の仏像』東京経済　1988